# Юрти-Константинови
Ю́рти-Константи́нови (рос. Юрты-Константиновы) — присілок у складі Яшкинського округу Кемеровської області, Росія.

## Населення
Населення — 103 особи (2010; 131 у 2002).
Національний склад (станом на 2002 рік):
- татари — 56 %
- росіяни — 31 %